# Oneirodes epithales
Oneirodes epithales es una especie de pez del género Oneirodes, familia Oneirodidae, orden Lophiiformes. Fue descrita científicamente por Orr en 1991.
Especie inofensiva para el ser humano. Puede alcanzar los 1829 metros de profundidad.

## Descripción
Su longitud estándar es de 12,8 centímetros.

## Distribución
Se distribuye por Canadá y Estados Unidos.